# Ah! Si j'étais riche
Ah! Si j'étais riche (prt: Se Eu Fosse Rico) é um filme francês de 2002 escrito e dirigido por Gérard Bitton e Michel Munz.

## Sinopse
Aldo Bonnard (interpretado por Jean-Pierre Darroussin) está prestes a divorciar-se de sua esposa Alice (Valeria Bruni Tedeschi), enquanto seu novo chefe, Gérard (Richard Berry), é um homem hipócrita. Pior, ele descobre que sua esposa tem um caso com seu chefe. Mas um dia, ele ganha na loteria de 10 milhões de euros. Ele decide deixar o emprego e não revelar a notícia à esposa até o dia do divórcio.

## Elenco principal
- Jean-Pierre Darroussin: Aldo Bonnard
- Valeria Bruni-Tedeschi: Alice
- Richard Berry: Gérard
- François Morel: Jean-Phil
- Helena Noguerra: Priscille
- Tony Gaultier: Morillon
- Zinedine Soualem: Kader Benhassine
- Noémie Lvovsky: Claire
- Philippe Duquesne: Bergeron
- Sophie Mounicot: Madame Gabai
- Didier Flamand: Monsieur Agenor
- Aurélie Boquien: Madame Benhassine
- Darry Cowl: Sylvain
- Frédéric Bouraly: Elvis
- Jean Dujardin: O vendedor Weston
- Anne Marivin: A garçonete

## Remake
O filme inspirou um remake espanhol, Si yo fuera rico, que foi lançado em novembro de 2019.